# ノウイング・ミー・ノウイング・ユー
「ノウイング・ミー・ノウイング・ユー」（原題：Knowing Me, Knowing You）は、スウェーデンの音楽グループ、ABBA（アバ）が1977年にリリースしたシングル。

## 概要
1976年にABBAのアルバム『アライヴァル』の収録曲として発表され、翌年の1977年2月14日にシングルとしてリリースされた。リードボーカルはフリーダが担当している。この曲は、ABBAの代表曲のひとつに数えられ、破局、離婚のむなしさを歌っている。劇団四季ミュージカル「マンマ・ミーア！」では、そのまま「離婚」という邦題がつけられている。
B面の「ハッピー・ハワイ」は「ホワイ・デイッド・イット・ハフ・トゥ・ビー・ミー」の歌詞とリード・ヴォーカルを変更したもの。
イギリスでも1位を記録し、1977年のヒット・シングルの一つとなった。2021年9月時点で本曲はストリーミングと合算して102万枚のチャート・セールスを誇り、同国ではABBAにとって3番目に売り上げの高いシングルとなった。
西ドイツでも6作連続の1位を記録し、1979年9月時点で30万枚を同国で売り上げている、その他にもアイルランド、メキシコ、南アフリカで1位となり、オーストリア、ベルギー、オランダ、スイスなどでトップ3に入った。更にオーストラリア、カナダ、フランス、ニュージーランド、ノルウェーなどでもトップ10に入り、アメリカでは14位、アダルト・コンテンポラリーのチャートでは6位を記録した。
ローリング・ストーンが選ぶ「最も素晴らしいABBAの曲」のランキングでは2位に選ばれた。